# Землетрясение в Кентербери (2010)
Землетрясение в Кентербери 4 сентября 2010 года, также известное как «землетрясение в Крайстчерче», «землетрясение в Дарфилде» — сильное землетрясение магнитудой 7,1 в регионе Кентербери, на Южном острове Новой Зеландии, произошедшее 4 сентября в 4 часа 35 минут по местному времени (UTC+12). Интенсивность землетрясения оценивалась в X баллов по шкале Меркалли. Эпицентр находился в 40 км западнее Крайстчерча, около городка Дарфилд. Гипоцентр находился на глубине 11 км. Так как эпицентр находился на суше, вдалеке от побережья, цунами не случилось.
Разрушительные повторные подземные толчки продолжались и в 2011 году. Сильнейший из них, магнитудой 6,3, случился 22 февраля 2011 года, и ощущался от Инверкаргилла до Веллингтона. Тогда погибли 185 человек.
В результате землетрясения 2010 года пострадали более 100 человек, два человека получили тяжёлые ранения. Жертв удалось избежать. Больше половины зданий и сооружений в Крайстчерче и его окрестностях получили различные повреждения. Общий ущерб от землетрясения оценивался в 40 миллиардов новозеландских долларов.

## Геологические условия
В течение первых 80 лет существования европейского поселения в Крайстчерче (1850—1930) четыре крупных землетрясения нанесли ему значительный ущерб. Последнее из них случилось в 1922 году около Мотуно, на севере Кентербери.
Моделирование, проведённое для Новой Зеландии комиссией по землетрясениям (EQC) в 1991 году, показало, что землетрясения с интенсивностью по шкале Меркалли от VIII (значительный имущественный ущерб, угроза жизни) и выше могут повторяться в Крайстчерче в среднем каждые 55 лет. Исследование также подчеркнуло опасность разжижения аллювиальных отложений, на которых стоит город, а также высокую вероятность повреждений водопровода, канализационных и электрических коммуникаций.
Около 100 тектонических разломов и трещин было обнаружено в радиусе 20 км от центра Крайстчерча. Ближайшие разломы, способные вызывать мощные землетрясения обнаружены в районе Рангиора — Каст, около Хорораты и около Дарфилда. Однако землетрясение 2010 года произошло на ранее неизвестном разломе. Учёные-сейсмологи выдвинули гипотезу о том, что основное землетрясение 2010 года могло быть двумя или тремя почти одновременными землетрясениями.
Основное землетрясение произошло в результате сдвига в коре Тихоокеанской плиты вблизи восточных предгорий Южных Альп на западной окраине Кентерберийской равнины. Эпицентр землетрясения находился примерно в 80—90 км к юго-востоку от конвергентной границы Австралийской и Тихоокеанской плит, проходящей по острову (Альпийский разлом и разлом Хоуп). Несмотря на удалённость от границы, землетрясение отражает правое боковое движение в одном из многочисленных местных разломов, образованных в результате общего относительного движения литосферных плит, и связано с распространением системы разломов Марлборо в южную сторону в течение недавнего геологического времени.

### Предварительные и повторные сейсмические толчки
За пять секунд до основного землетрясения произошёл подземный толчок магнитудой 5,8, а после него сообщалось о мощных повторных сейсмических толчках. Толчки продолжались около 40 секунд и ощущались как на всём Южном острове, так и в южной части Северного острова, в населённых пунктах до Нью-Плимута. Эти афтершоки причинили дополнительные разрушения зданиям в городском центре Крайстчерча и ощущались в населённых пунктах до Данидина.
По данным службы GeoNet за период с 4 сентября 2010 года по 18 февраля 2014 года в Кентербери было зарегистрировано 4199 землетрясений магнитудой 3,0 и более, а именно:
| Магнитуда  | Количество |
| ---------- | ---------- |
| Больше 7,0 | 1          |
| 6,0—6,9    | 3          |
| 5,0—5,9    | 51         |
| 4,0—4,9    | 496        |
| 3,0—3,9    | 3648       |
| Итого      | 4199       |

По состоянию на начало июля 2014 года за период с 5 сентября 2010 года было зарегистрировано более 14 000 землетрясений и афтершоков магнитудой 2,0 и более, в том числе из них 38 землетрясений магнитудой 5,0 и более:
| Дата                          | Магнитуда | Эпицентр      | Глубина гипоцентра, км |
| ----------------------------- | --- | ------------- | ---------------------- |
| 5 сентября 2010 5:20          | 5,0 | Дансандел     | 5,0                    |
| 6 сентября 2010 23:24         | 5,1 | Роллстон      | 8,7                    |
| 6 сентября 2010 23:40         | 5,4 | Хорората      | 7,8                    |
| 7 сентября 2010 3:24          | 5,3 | Дансандел     | 15,3                   |
| 8 сентября 2010 7:49          | 5,0 | Хиткот-Валли  | 7,7                    |
| 4 октября 2010 22:21          | 5,2 | Роллстон      | 10,3                   |
| 13 октября 2010 16:42         | 5,1 | Роллстон      | 10,4                   |
| 19 октября 2010 11:32         | 5,1 | Халсвелл      | 5,0                    |
| 14 ноября 2010 06:21:05 (UTC) | 4,8 | Роллстон      | 8,2                    |
| 20 января 2011 6:03           | 5,1 | Халсвелл      | 8,9                    |
| 22 февраля 2011 12:51         | 6,3 | Хиллсборо     | 6,0                    |
| 22 февраля 2011 12:51         | Землетрясение произошло в 5 км от Литтелтона, на глубине 5 км. Сейсмологи рассматривают его как группу афтершоков после сентябрьского землетрясения 2010 года. В результате землетрясения многие здания были разрушены или значительно повреждены. Пострадали Кафедральный собор Крайстчерча и Собор Святого Причастия. В результате этого афтершока погибли 185 человек. |               |                        |
| 22 февраля 2011 13:04         | 5,8 | Кашмир        | 5,9                    |
| 22 февраля 2011 14:50         | 5,9 | Кашмир        | 6,6                    |
| 22 февраля 2011 14:51         | 5,1 | Кашмир        | 7,3                    |
| 22 февраля 2011 16:04         | 5,0 | Хантсбери     | 12,0                   |
| 5 марта 2011 19:34            | 5,0 | Маунт-Плезант | 9,8                    |
| 16 апреля 2011 17:49          | 5,3 | Литтелтон     | 9,0                    |
| 30 апреля 2011 7:08           | 5,2 | Артурс-Парк   | 10,7                   |
| 10 мая 2011 3:04              | 5,2 | Роллстон      | 12,0                   |
| 6 июня 2011 9:09              | 5,5 | Роллстон      | 9,3                    |
| 13 июня 2011 13:00            | 5,9 | Ричмонд-Хилл  | 8,9                    |
| 13 июня 2011 14:20            | 6,4 | Редклиффс     | 6,9                    |
| 13 июня 2011 14:20            | В результате землетрясения получили ранения 46 человек, была проведена эвакуация из городского центра Крайстчерча. |               |                        |
| 13 июня 2011 14:21            | 5,2 | Самнер        | 10,3                   |
| 15 июня 2011 6:27             | 5,2 | Порт-Леви     | 5,0                    |
| 21 июня 2011 22:34            | 5,4 | Преблтон      | 8,7                    |
| 22 июля 2011 5:39             | 5,3 | Бернем        | 12,3                   |
| 9 октября 2011 20:34          | 5,3 | Самнер        | 8,5                    |
| 23 декабря 2011 13:58         | 5,9 | Нью-Брайтон   | 9,6                    |
| 23 декабря 2011 14:00         | 5,2 | Скарборо      | 7,7                    |
| 23 декабря 2011 14:06         | 5,3 | Нью-Брайтон   | 10,1                   |
| 23 декабря 2011 15:18         | 6,0 | Нью-Брайтон   | 7,0                    |
| 23 декабря 2011 16:50         | 5,1 | Нью-Брайтон   | 11,2                   |
| 24 декабря 2011 6:37          | 5,1 | Порт-Леви     | 7,8                    |
| 2 января 2012 1:27            | 5,1 | Нью-Брайтон   | 13,3                   |
| 2 января 2012 5:45            | 5,5 | Нью-Брайтон   | 13,6                   |
| 2 января 2012 5:45            | 5,4 | Уаимаири-Бич  | 10,7                   |
| 7 января 2012 1:21            | 5,3 | Скарборо      | 8,5                    |
| 15 января 2012 2:47           | 5,1 | Саутшор       | 5,9                    |
| 25 мая 2012 14:44             | 5,2 | Скарборо      | 12,4                   |

### Анализ землетрясения
По крайней мере две модели землетрясения рассматриваются сейсмологами и геофизиками GNS Science, которые полагают, что землетрясение магнитудой 7,1 состояло из трёх или четырёх отдельных землетрясений. Доктор Джон Биван (англ. John Beavan) построил модель, состоящую из четырёх землетрясений: магнитудой 6,5  в разломе Чаринг-Кросс (англ. Charing Cross fault), последовавшее за ним землетрясение магнитудой 7,0 в разломе Гриндейл (англ. Greendale Fault), землетрясение магнитудой 6,2 около Хорораты и землетрясение магнитудой 6,5 в четвёртом разломе, который должен проходить между Уэст-Мелтоном, Санди-Ноллс и Бернемом. Доктор Кэролайн Холден (англ. Caroline Holden) построила свою модель из трёх землетрясений: магнитудой 6,3 в течение 2—4 секунд в разломе Чаринг-Кросс, последовавшее за ним землетрясение магнитудой 6,9 в разломе Гриндейл, продолжительностью 7—18 секунд и землетрясение магнитудой около 6,5 в течение 15—18 секунд около Хорораты. Но она тоже склоняется к мнению, что модель четырёх землетрясений больше подходит сейсмограммам, записанным в восточной части разлома Гриндейл, около гипотетического четвёртого разлома.

### Геотехнические отчёты
Комиссия по землетрясениям опубликовала три геотехнических отчёта об оценке ущерба и о восстановлении. Первый отчёт, Stage-1, был впервые опубликован 21 октября 2010 года. В отчёте кратко описывалась механика землетрясения, геологическое строение грунта, оценка ущерба, варианты реконструкции и восстановления зданий и сооружений. В феврале 2011 года этот отчёт был скорректирован и выпущен в новой редакции. Второй отчёт, Stage-2, был опубликован в декабре 2011 года. В нём пострадавшие от землетрясения районы делились на три зоны, и излагались планы восстановления в этих областях. Третий отчёт, Stage-3, опубликованный в июле 2012 года, содержал информацию о последствиях землетрясений 2010 и 2011 годов.

## Жертвы, разрушения и другие последствия
Наибольший ущерб был нанесён регионам вокруг эпицентра, в том числе городу Крайстчерч, второму по величине в Новой Зеландии, с населением 348 435 человек (по данным переписи населения 2006 года). Толчки ощущались даже в Данидине и Нельсоне, расположенных в 300—350 км от эпицентра землетрясения.
Два жителя Крайстчерча были серьёзно ранены: один упавшей трубой, второй — осколками стекла. Многие пострадали от менее серьёзных травм. Один человек умер во время землетрясения от сердечного приступа, но явилось ли оно причиной приступа — доподлинно неизвестно.
О большом количестве погибших и пострадавших, а также о значительном ущербе зданиям и инфраструктуре сообщалось в результате повторных сейсмических толчков 22 февраля 2011 года.

### Финансовые затраты
После землетрясения секретарь Казначейства Новой Зеландии Джон Уайтхед (англ. John Whitehead) выступил с оценкой экономического ущерба от землетрясения и сообщил о том, что общие затраты на личное страхование и индивидуальные расходы могут составить около 4 миллиардов новозеландских долларов. Размер страхового возмещения по поводу ущерба от землетрясения оценивался в пределах от 2,75 до 3,5 миллиардов новозеландских долларов. На тот момент это землетрясение стало пятым в мировом ранге самых дорогостоящих для страховщиков. Эти расходы покрывали только частные владения с личным страхованием и не включали возмещений для бизнеса. Компенсация была ограничена суммой $100 000 новозеландских долларов, плюс налог на товары и услуги по любому отдельному требованию, с любой суммы, превышающей сумму страхового покрытия. Страховые компании сами по себе практически не рисковали, поскольку снижали свои риски с помощью перестраховочных компаний. Расходы по землетрясениям были перестрахованы на 2,5 миллиарда новозеландских долларов, с профицитом в 1,5 миллиарда долларов. Общий страховой фонд до землетрясения составлял 5,6 миллиардов долларов, то есть этих средств было достаточно для покрытия убытков от землетрясения.
Для сравнения, землетрясение в Хокс-Бей 1931 года обошлось в 7 миллионов новозеландских фунтов, что примерно равняется 650 миллионам новозеландских долларов в ценах 2010 года.
В сентябре 2012 года Резервный банк Новой Зеландии опубликовал исследование, посвящённое оценке экономического ущерба от землетрясений в Кентербери. В этом исследовании ущерб от землетрясений в Кентербери оценивался в 30 миллиардов новозеландских долларов. В начале 2013 года казначейство Новой Зеландии повысило оценку ущерба до 40 миллиардов долларов. Эту оценку премьер-министр Новой Зеландии, Джон Ки, озвучил на конференции Национальной партии Новой Зеландии 29 апреля 2013 года.

### Последствия в Крайстчерче
Отчёты об интенсивности землетрясения в Крайстчерче в основном сообщают о силе толчков от IV to VIII (от умеренных до разрушительных) по шкале Меркалли. Землетрясение сопровождал сильный запах серы, распространявшийся по Крайстчерчу. Были повреждены канализационная система и водопровод. Водозаборы в Роллстоне, расположенном к юго-западу от Крайстчерча были загрязнены. Энергоснабжение было нарушено как минимум на 77 % территории. Госпиталь Крайстчерча был вынужден использовать аварийные генераторы сразу после землетрясения. Около 90 % электроэнергии в Крайстчерче было восстановлено к 6 вечера в тот же день. В сельских районах восстановление было более сложным. После включения электричества одно из зданий загорелось вследствие утечки сжиженного газа. Пожар был быстро потушен пожарными и не успел распространиться. Повреждения сточных труб могли вызвать загрязнение источников питьевого водоснабжения сточными водами. Население было предупреждено о необходимости кипячения водопроводной воды перед использованием в быту. Тем не менее сообщалось о нескольких случаях гастроэнтерита, а к 7 сентября в городских медучреждениях наблюдались 20 пациентов с подозрениями на гастроэнтерит. Уведомления о необходимости кипячения воды были отменены вечером 8 сентября 2010 года, после анализов более чем 500 проб воды, проводившихся в течение трёх дней и не выявивших загрязнений.
Аэропорт Крайстчерч был закрыт после землетрясения, а все полёты были отменены. Аэропорт открылся в 1:30 ночи, после обследования терминалов и основной взлётно-посадочной полосы. Все школы и дошкольные учреждения, расположенные в Крайстчерче, округах Селуин и Уаимакарири было приказано закрыть до понедельника, 13 сентября в целях обеспечения безопасности. Два городских университета, Университет Кентербери и Университет Линкольна, кампус медицинской школы Университета Отаго в Крайстчерче также были закрыты до 13 сентября.
После землетрясения преступность в Крайстчерче снизилась на 11 % по сравнению с аналогичным периодом предыдущего года, хотя поначалу сообщалось о мародёрстве в центре города и нелегальных попытках попасть в оцепленный центральный район города под видом рабочих. Полиция сообщала также о 53 % скачке в уровне бытового насилия после землетрясения. Гораздо больше сердечных приступов, чем обычно, было зарегистрировано в первые дни после землетрясения. Обычно кардиологи госпиталя в Крайстчерче обслуживали вызовы по двум — трём сердечным приступам в день, но их количество возросло до десяти на следующий день после землетрясения. Рекордное количество младенцев родилось в женском госпитале Крайстчерча в первые сутки после землетрясения. Первый ребёнок родился через 6 минут после первого сейсмического удара. Это произошло отчасти потому, что окрестные родильные дома были закрыты в ожидании проверок, что заставило доставлять в госпиталь больше рожениц, чем обычно.

### Последствия за пределами Крайстчерча
Эпицентр землетрясения находился в Дарфилде, в 40 км от Крайстчерча. Замеры между двумя сторонами ранее неизвестного разлома показали четырёхметровый сдвиг грунта.
Во многих населённых пунктах за пределами Крайстчерча было нарушено электроснабжение, восстановление которого заняло около двух дней. Перебои в подаче электроэнергии были зарегистрированы вплоть до Данидина.
В городе Каиапои в более чем 350 домов был ограничен доступ, из них около 100 были признаны небезопасными для проживания. Около 22 коммерческих объектов были также признаны небезопасными. По словам Рона Китинга (англ. Ron Keating), мэра округа Уаимакарири, город «никогда не будет прежним». Как и в Крайстчерче, жители были предупреждены о кипячении воды перед бытовым использованием. Уведомление о кипячении воды для района Селуин было отменено 9 сентября. В пробе воды из Каиапои была обнаружена кишечная палочка
 и уведомление о кипячении воды в округе Уаимакарири оставалось в силе до 19 сентября.
Пятикилометровый участок железнодорожного полотна был разрушен около Каиапои, небольшие повреждения получили участки около Роллстона и Белфаста. В качестве меры предосторожности, государственный железнодорожный оператор KiwiRail закрыл перевозки по всему Южному острову после землетрясения, отменив движение около 15 железнодорожных составов. Сцепка из двух локомотивов, двигавшаяся налегке (без вагонов) остановилась всего в 30 метрах от разрушенного участка. После проверки, в 10:30 утра того же дня, железнодорожное сообщение было возобновлено к югу от Данидина и к северу от Каикоуры. Главная южная линия, соединяющая Крайстчерч и Данидин, была открыта после 6 вечера с ограничением скорости в 40 км/ч к северу от Ашбёртона для обеспечения неотложной помощи, в том числе доставки 300 000 литров питьевой воды в Крайстчерч. В понедельник, 6 сентября, во второй половине дня железнодорожное сообщение на всём Южном острове было восстановлено, кроме участка Главной северной линии между Рангиорой и Аддингтоном. Между этими пунктами курсировали грузовики, а для пассажирских перевозок вместо поезда TranzCoastal использовались автобусы.
Основные мосты на государственных автомагистралях, а также Литтелтонский автомобильный тоннель были проверены Транспортным агентством Новой Зеландии, которое установило, что они находятся в исправном состоянии. Единственным крупным блокированием дороги за пределами Крайстчерча был оползень в ущелье Ракаиа, перекрывший государственное шоссе 77. Оползень был частично расчищен к 4 часам дня, что позволило выделить одну полосу для движения автотранспорта. Движение по главной дороге в Каиапои в течение нескольких дней было запрещено.
Землетрясение нанесло ущерб историческим зданиям в Литтелтоне, портовом пригороде Крайстчерча. В результате землетрясения возникли трещины в здании церкви Святой Троицы в Литтелтоне, а часть отелей были разрушены. Район Акароа полуострова Банкс остался после землетрясения практически цел, хотя и там случились повреждения городского военного мемориала и больницы, а некоторые дома были сильно повреждены. Отелю Duvauchelle Hotel был также нанесен серьёзный ущерб.
В Оамару, расположенном в 225 километрах к юго-западу от Крайстчерча, землетрясение вызвало обвал дымохода и падение обломков внутрь здания колледжа Святого Кевина, а также послужило причиной остановки часов на здании районного совета Уаитаки в 4:36 утра. Землетрясение также остановило часы на ратуше Данидина и башне с часами Университета Отаго в Данидине, в 350 км от эпицентра землетрясения
Землетрясение встревожило многих жителей Новой Зеландии. Два супермаркета в Данидине полностью распродали свои запасы бутилированной воды после землетрясения, а люди запаслись предметами первой необходимости.
Основные магазины на территории Южного острова испытывали проблемы со снабжением, поскольку их склады в Крайстчерче были закрыты. The Warehouse Group и Progressive Enterprises (владельцы сети супермаркетов Countdown), склад которых, единственный на Южном острове, находится в Крайстчерче, вынуждены были доставлять продукты с Северного острова. В то же время Foodstuffs (владельцы сетей супермаркетов New World и Pak’nSave) доставляли товары в магазины Южного острова из распределительного центра в Данидине.

### Известные здания
Многие из наиболее сильно пострадавших сооружений как в Крайстчерче, так и в прилегающих к нему районах были старыми зданиями. В их числе несколько известных достопримечательностей. Член правления Фонда по охране исторических мест Новой Зеландии, Анна Крайтон (англ. Anna Crighton), сказала, что землетрясение было «невероятно разрушительным». Исторические усадьбы в Хорорате и Хомбуше вдали от Крайстчерча были сильно повреждены, также как и усадьба Охинетахи и дом Годли на полуострове Банкс. В Хомбуше, расположенном в Глентаннеле, всего в 15 километрах от эпицентра землетрясения, располагался дом-музей семьи Динс — одной из семей первопоселенцев в Кентербери, но он был настолько сильно повреждён, что был описан как находящийся «практически в руинах».
Сильно повреждено семиэтажное здание Манчестер-кортс, расположенное на оживленном перекрестке улиц Манчестер и Херефорд. Это было самое высокое коммерческое здание в Крайстчерче, построенное в 1905—1906 годах для новозеландской компании Express, сочетавшее архитектурный стиль чикагской школы и викторианства. Здание имело первую категорию по классификации Фонда по охране исторических мест Новой Зеландии, но было признано небезопасным и являлось одним из двух исторических зданий делового центра Крайстчерча, предложенных Городским Советом к немедленному сносу. Несколько часов спустя это решение было отменено после того как владелец здания предложил постепенно его демонтировать. Демонтаж начался 19 октября 2010 года.
Англиканская церковь Святого Иоанна, построенная в 1911 году в Хорорате, в пяти километрах к югу от Глентаннела, была сильно повреждена, когда рухнула часть её башни. Достопримечательность портового городка Литтелтон, построенная в 1876 году Литтелтонская хронометрическая станция, также пострадала от землетрясения. При землетрясении в феврале 2011 года здание получило дополнительные повреждения, и Фонд по охране исторических мест Новой Зеландии планировал его демонтировать с возможностью восстановления.
Таверна гостиницы в долине Хиткот, построенная в 1877 году, выдержала первое землетрясение, но разрушилась после большого афтершока магнитудой 5,1 и должна была быть снесена. Исторический отель Famous Grouse, построенный в 1883 году в Линкольне также получил непоправимый ущерб и был снесён через несколько дней после землетрясения.
Многие из достопримечательностей Крайстчерча сохранились, в том числе здания провинциального Совета Кентербери, кафедральный собор Крайстчерча, и колледж Христа. Собор Святого Причастия также выстоял, хотя получил серьёзные повреждения. Знаковое здание городского центра Крайстчерча, Christchurch Press также получило лишь незначительные повреждения.
Большинство современных зданий выстояли. Собственность городского совета, новое административное здание получило некоторые внутренние повреждения и было вновь открыто для публики через неделю. Другие, такие как Международный антарктический центр и Художественная галерея Крайстчерча, служившая во время землетрясения штабом гражданской обороны, практически не пострадали и могли продолжать эксплуатироваться.
Центру искусств Крайстчерча, расположенному в здании бывшего колледжа Кентербери, повезло меньше, умеренный ущерб был причинён Большому залу, Часовой башне, и обсерватории.
Здания Университета Кентербери перенесли землетрясение, но университетская музейная коллекция греческих и римских артефактов (коллекция Логи) была значительно повреждена. Кроме того, поскольку многие из книжных полок в главной библиотеке были опрокинуты, университет организовал электронный доступ к базам данных многих академических издательств для студентов, готовящихся к экзаменам. Восстановить библиотеку планировалось к Рождеству.
Баптистская церковь на Оксфорд-террас 1882 года была сильно повреждена. Некоторым другим церквям в окрестностях Крайстчерча также был причинён серьёзный ущерб, в том числе англиканской церкви Святой Марии в пригороде Меривейл, англиканской церкви Святого Иоанна на площади Латимер, и Методистской церкви на Регби-стрит.
Городской репертуарный театр на Килмор-стрит в центре города, как сообщалось, был сильно повреждён и не подлежал ремонту, однако на сайте театра было опубликовано:

Под обломками нижняя часть фасада осталась нетронутой, там даже не разбиты окна. Внутри театра все осталось цело; зрительный зал, сценическая площадка, система занавеса и гримёрные не тронуты. Историческая авансцена не повреждена.Оригинальный текст (англ.)Beneath the rubble the lower façade is intact with not even a broken window. Further into the theatre everything was undisturbed; the auditorium, stage area, fly tower and dressing rooms intact. The historic proscenium undamaged.— Canterbury Repertory Theatre
Несколько известных зданий в районе Тимару, в 160 километрах к юго-западу от Крайстчерча, также были сильно повреждены. Верхушка башни англиканской церкви Святой Марии упала на землю, а недавно восстановленная башня устояла от «значительного растрескивания». Шпиль католического костела святого Иосифа в Темуке был также смещен на 10 см в результате землетрясения и появилась угроза его падения. Городской исторический Королевский отель был также повреждён.
Историки и краеведы призвали владельцев зданий не спешить со сносом строений. Мэр предупредил о значительных штрафах за несанкционированный снос, и основал фонд помощи для ремонта исторических зданий, поврежденных в результате землетрясения. Спустя несколько дней правительство выделило 10 млн новозеландских долларов для их восстановления.

### Разжижение грунтов
Особенностью землетрясения был ущерб, нанесенный разжижением грунтов. Это было особенно характерно для находящихся на побережье рек районов Эйвонсайд, Даллингтон, Бервуд, Эйвондейл, и Каиапои, а также в речной дельте вблизи Бексли, Бруклендс, Спенсервилл, Пайнс-Бич, и Каираки, в то время как другие регионы не были затронуты или пострадали в значительно меньшей степени. Ущерб от разжижения грунтов, возможно, был усугублён высоким уровнем грунтовых вод в связи с влажной зимой
Разжижение грунтов может послужить причиной всплытия закопанных труб на поверхность. Это создает проблемы для самотёчной канализационной системы, которую, возможно, нужно будет полностью перестраивать в некоторых районах.
Несмотря на то, что о проблеме разжижения грунтов уже давно знают проектировщики, всё ещё не ясно, понимает ли эту проблему широкая общественность, повлияла ли она на развитие, покупку или принятие решений о строительстве. Риск разжижения грунтов был впервые отмечен при строительстве города Пегасус в 2005 году. Подрядчики провели уплотнение почвы и во время землетрясения она сохранила форму.

### Малое количество пострадавших
В СМИ отмечалось отсутствие жертв, несмотря на то, что в других странах случались очень похожие землетрясения с разрушительными последствиями. Например, землетрясение 1989 года в Сан-Франциско такой же магнитудой 7,1, в котором погибли 63 человека. Особенно часто землетрясение в Крайстчерче сравнивалось с землетрясением на Гаити 2010 года, которое произошло в похожем удалении от городской черты, на небольшой глубине под поверхностью, и имело очень похожую силу (магнитудой 7). В отличие от многих десятков тысяч жертв на Гаити (по некоторым оценкам погиб по крайней мере один из десяти человек), в Новой Зеландии обошлось без смертельных исходов, непосредственно связанных с землетрясением. Существует мнение, что отчасти это было связано с тем, что землетрясение произошло ночью, когда большинство людей спали и «было бы намного больше жертв и серьёзных травм, если бы это произошло в светлое время суток». Кроме того, другим важным фактором послужил опыт строительства, принимающий землетрясения во внимание, и накапливающийся со времён землетрясений 1848 года в Марлборо и 1855 года в Уаирарапа, которые нанесли большой ущерб Веллингтону. После землетрясения в Хокс-Бей (1931) строительные стандарты стали официальными, и с тех пор постепенно обновляются. Пол Карузо, геофизик геологической службы США в Колорадо, сказал:

Новая Зеландия имеет большой опыт работы с землетрясениями, и у них есть хорошие строительные нормативы, чтобы их здания выдерживали сильное землетрясение.Оригинальный текст (англ.)The main difference is that New Zealand has a lot of experience with earthquakes, and they have good construction codes to make sure that their buildings withstand a strong earthquake— New Zealand Press Association. Why so few casualties in Canterbury quake?
В то же время Джон Муттер (англ. John Mutter), сейсмолог и эксперт по катастрофам из Института Земли Колумбийского университета в интервью журналу Time сказал о том, что строительные стандарты на Гаити хуже исполнялись и многие здания были возведены из произведённого вручную неармированного бетона, который является крайне уязвимым для сейсмических повреждений. Сотрясение грунта в населенных пунктах Кентербери было также в целом менее сильным, чем при землетрясении на Гаити.

## Реакция на чрезвычайную ситуацию и оказание помощи
Службы быстрого реагирования Крайстчерча после катастрофы координировались организацией гражданской обороны. Был активирован Национальный центр управления в кризисных ситуациях, который расположился в здании «Улей» в Веллингтоне. Штаб гражданской обороны объявил чрезвычайное положение в Крайстчерче и городской деловой центр был закрыт для широкой публики. Чрезвычайное положение было также объявлено в округах Селуин и Уаимакарири. В это же время в этих округах и в Тимару были развёрнуты локальные центры чрезвычайных операций. В связи с землетрясением в городском центре Крайстчерча был введён комендантский час с 7 вечера до 7 утра.
Премьер-министр Новой Зеландии, Джон Ки, выросший в Крайстчерче, посетил место происшествия через несколько часов после землетрясения. Мэр Крайстчерча, Боб Паркер, попросил премьер-министра отдать приказ о развертывании подразделений новозеландской армии для сохранения стабильности и, по возможности, для оказания помощи в поисках пострадавших в Крайстчерче, на что премьер-министр ответил без возражений, после чего в наиболее пострадавших районах Кентербери были развёрнуты армейские подразделения для помощи полиции в соблюдении оцепления и комендантского часа.
Служба скорой помощи Святого Иоанна оперативно выделила шестнадцать машин в течение получаса после землетрясения и получила почти 700 вызовов в течение первых 6 часов.
Полиция быстро арестовала нескольких мародёров, которые ворвались в винный магазин вскоре после землетрясения и попытались украсть алкоголь. Полиция подчеркнула, что это был лишь единичный случай. Предполагаемые преступники впоследствии предстали перед судом по обвинению во взломе и краже.
Самолётом C-130 Hercules Королевских ВВС с Северного острова в Крайстчерч в день землетрясения были доставлены 42 спасателя и 3 служебных собаки для помощи в поисках людей под завалами и проверки безопасности зданий. В районах стихийного бедствия присутствовало большое количество полиции и инженеров. Восемьдесят сотрудников полиции из Окленда были направлены в Крайстчерч на помощь.
Новозеландская Комиссия по землетрясениям, представляющая государственное страхование на случай природных бедствий, оказывала выплаты по претензиям собственников жилья за ущерб, причиненный в результате землетрясения. 7 сентября Джон Ки назначил главу Палаты Представителей, депутата Джерри Браунли министром по ликвидации последствий землетрясения для наблюдения за принимающимися мерами.
- Организация Объединённых Наций обратилась к правительству Новой Зеландии и предложила свою помощь, получила всю необходимую информацию и находилась в курсе ситуации[41].
- Армия США предложила направить помощь с Гавайских островов, но местные власти с благодарностью отклонили это предложение, сказав, что у них всё под контролем[96].
- Королева Елизавета II попросила премьер-министра передать её наилучшие пожелания пострадавшим от землетрясения и пожелала скорейшего восстановления после землетрясения[97].

Благотворительные центры были созданы с помощью Красного Креста, Армии спасения и Скорой помощи Святого Иоанна в школе старших классов Бернсайд, колледже Линвуд, ипподроме Addington Raceway, где более 250 человек спали в ночь после землетрясения. В благотворительные центры цистернами была доставлена питьевая вода.
Советом района Селуин, городским советом Крайстчерча и районным советом Уаимакарири при поддержке мэра был создан совместный фонд помощи, на который правительство изначально выделило 5 миллионов новозеландских долларов. Красный Крест и Армия спасения также выступили с пожертвованиями.
Правительством Новой Зеландии был разработан и принят Закон о ликвидации последствий землетрясения в Кентербери в целях содействия восстановлению. Критику вызвало одно из положений закона, позволяющее кабинету министров приостановить действие почти любого закона Новой Зеландии. Специалисты в области конституционного права утверждали, что этот закон нарушает конституционные гарантии и создаёт опасный прецедент для будущих стихийных бедствий.
Принятые меры в связи с землетрясением получили высокую оценку большинства граждан. 94 % респондентов сказали, что гражданская оборона хорошо себя проявила, а 90 % опрошенных посчитали работу властей удовлетворительной.
Землетрясение произошло за пять недель до выборов мэра Крайстчерча. После землетрясения результаты опросов показали растущую популярность Боба Паркера, который выиграл 9 октября с большинством голосов (53,7 %).
23 октября 2010 года в Хэгли-парке был дан благотворительный концерт Band Together (рус. «Споём вместе»).

## Освещение в СМИ
О землетрясении сообщали местные, государственные и международные средства массовой информации. Новости о нём появлялись в заголовках The Sydney Morning Herald, BBC News, The Guardian, NDTV, Sky News, France 24, CNN, Fox News, MSNBC, чилийского новостного агентства Pichilemu News и многих других.
Несмотря на то, что землетрясение быстро стало единственной темой при общении со слушателями в радиоэфирах, в других СМИ поначалу новости основывались на сообщениях полиции и других служб немедленного реагирования, которые обязаны взаимодействовать со средствами массовой информации. Поскольку землетрясение произошло рано утром в субботу, когда дежурство несли ночные смены персонала, некоторым средствам массовой информации потребовалось несколько часов, чтобы приступить к освещению событий в прямом эфире. Один телевизионный продюсер позже заметил, что если бы землетрясение произошло всего на несколько часов раньше или позже, они могли бы полным составом студии приступить к исполнению служебных обязанностей и быть в состоянии сразу выйти в прямой эфир.
TV One одновременно с TVNZ 7 с 06:00 начали выпуски ежечасных сводок с подробной информацией о катастрофе, телефонными репортажами Вики Уилкинсон-Бейкер (англ. Vicki Wilkinson-Baker) и телефонными интервью с должностными лицами штаба гражданской обороны. Специальные выпуски новостей One News с Мириамой Камо (англ. Miriama Kamo) прерывали нормальное вещание с 10:00 до 18:00 в субботу. В 18:00 в эфир вышел специальный расширенный 90-минутный выпуск One News с репортажами Саймона Даллоу из Крайстчерча и Бернадин Оливер-Керби из студии в Окленде. Оливер-Керби вела ежечасные выпуски новостей в течение вечера, Пол Холмс вышел в эфир с расширенным 90-минутным выпуском новостей в 09:00 воскресенья, и затем Оливер-Керби снова появилась в спецвыпуске One News в полдень.
Radio New Zealand National прерывало нормальное вещание для трансляции репортажей в субботу и утреннего репортажа в воскресенье с интервью и другими материалами о развитии событий.

## Рекомендуемая литература
- Ian Stuart. Quake: The Big Canterbury Earthquake of 2010. — HarperCollins Publishers New Zealand. — 2010. — 128 p. — ISBN 1869509153, 9781869509156.
- Mihail Garevski. Earthquakes and Health Monitoring of Civil Structures. — Springer, 2012. — 343 p. — ISBN 9400751826, 9789400751828.
- Rolando P. Orense, Ikuo Towhata, Nawawi Chouw. Soil Liquefaction during Recent Large-Scale Earthquakes. — CRC Press, 2014. — 280 p. — ISBN 1138026433, 9781138026438.
- Alik Ismail-Zadeh, Jaime Urrutia Fucugauchi, Andrzej Kijko, Kuniyoshi Takeuchi, Ilya Zaliapin. Extreme Natural Hazards, Disaster Risks and Societal Implications. — Cambridge University Press, 2014. — 413 с. — ISBN 1107033861, 9781107033863.
- Tonkin and Taylor Ltd; New Zealand. Earthquake Commission. Canterbury Earthquakes 2010 and 2011: Land Report as at 29 February 2012 : Report. — Earthquake Commission, 2012. — 196 p.
- The Press. The Big Quake: Canterbury, September 4, 2010. — Random House New Zealand, 2010. — 95 p. — ISBN 1869795091, 9781869795092.
- Desna Wallace. Canterbury Quake: Christchurch, 2010-11. — Scholastic New Zealand Limited, 2014. — 176 p. — ISBN 1775431827, 9781775431824.
- Bob Parker, Tony Farrington. Ripped Apart: A City in Chaos : Bob Parker's Story. — Antares Publishing, 2012. — 228 p. — ISBN 047321539X, 9780473215392.